# Mouvement des républicains européens
Le Mouvement des républicains européens (en italien, Movimento Repubblicani europei) était un parti politique italien, ancien membre de la fédération de l'Olivier depuis le 26 février 2005. C'est un parti laïque de centre-gauche, héritier de l'ancien Parti républicain italien (PRI) qui a éclaté après l'opération Mani pulite. Le symbole traditionnel du parti (le lierre) a été légèrement modifié puisqu'un autre PRI, non représenté au Parlement, se prétendant seul héritier du PRI, a obtenu sans respecter les statuts que le symbole électoral lui soit attribué.
Le MRE est actuellement dirigé par Luciana Sbarbati, ancienne députée au Parlement européen et a participé à la Fédération de l'Olivier aux côtés de  La Marguerite et des Démocrates de gauche. Il compte également un député membre du groupe de l'Olivier. Il se rapproche du PRI depuis qu'il a décidé de ne pas se fondre dans le néo Parti démocrate qui a succédé à l'Olivier, après avoir participé aux primaires (14 octobre 2007). Fin 2010, il prend part à la coalition du Nouveau Pôle pour l'Italie, tournant le dos à la gauche et finit par signer un document commun avec le PRI : Sbarbati redevient alors une sénatrice du PRI et l'histoire du MRE se confond avec celle du PRI de plus en plus isolé depuis le départ de Giorgio La Malfa expulsé pour avoir voté la défiance à Berlusconi. Le 27 février 2011, lors du 46e congrès du PRI, le MRE conflue dans le PRI et disparaît comme parti autonome.

## Histoire
Se réclamant de Giuseppe Mazzini, le créateur de la Giovine Italia et de la Giovine Europa (Jeune Europe, le premier mouvement politique européen au XIXe siècle), le parti (PRI) est devenu un des partis secondaires du gouvernement italien après 1946 avec comme personnalités politiques majeures Ugo La Malfa et Giovanni Spadolini (qui a été Président du Conseil).
En 2001, lors du congrès du PRI à Bari, le fils d'Ugo La Malfa, Giorgio La Malfa, est élu secrétaire du PRI et a fait entrer le PRI dans la Casa delle Libertà (la maison des libertés, alliance de droite, dirigée par Silvio Berlusconi). Luciana Sbarbati décida de ne pas participer à ce vote. Le tribunal de Rome a annulé, le 18 mai 2004, l'organisation de ce congrès pour non-respect des règles statutaires et admission irrégulière des nouvelles sections. Mais la sentence du tribunal ne précise pas le sort du symbole du PRI. Du coup, le MRE nouvellement créé a utilisé cinq feuilles de lierre au lieu d'une seule, celles qu'utilisait Giovanni Conti, un vieux député républicain de la Constituante.

## Parlement européen
Le MRE fait partie du groupe ELDR (Parti européen des libéraux démocrates), comme le PRI officiel.
Son député est inscrit au groupe de l'Alliance des démocrates et des libéraux pour l'Europe.